# 上宝村立平湯小学校
上宝村立平湯小学校 （かみたからそんりつ ひらゆしょうがっこう）は、かつて岐阜県吉城郡上宝村（現・高山市奥飛騨温泉郷平湯）に存在した公立小学校。

## 概要
- 校区は上宝村の東部（平湯）であった。1968年、栃尾小学校に統合され栃尾小学校平湯分教場となり、1969年廃止。

## 沿革
平湯小学校として栃尾小学校から独立したのは1954年である。ここではそれ以前についても記述する。
- 1874年（明治7年）4月 - 一重ケ根村に田頃家学校一重ケ根支校が開校。校区は平湯村、一重ヶ根村、神坂村、中尾村、福地村。
- 1875年（明治8年） -
  - 平湯村、一重ヶ根村、神坂村、栃尾村、今見村、田頃家村、柏当村、蓼之俣村、笹島村、赤桶村、福地村、中尾村、下佐谷村、苧生茂村、葛山村、鼠餅村、新田村、長倉村、岩井戸村、在家村、本郷村、吉野村、上灘村、見座村、宮原村、双六村、中山村、桃原村、荒原村、蔵柱村、金木戸村が合併し、上宝村が発足。
  - 平湯は一重ケ根支校から遠いため、平湯地内の民家を用いて一重ケ根支校の教員が授業を行う。正式な学校では無く、寺小屋のようなものであった。
- 1879年（明治12年） - 平湯学校となる。
- 1883年（明治16年） - 仮校舎が完成。教員は一重ケ根学校から派遣されたが、教員の都合で、休校も多かった。
- 1901年（明治34年） - 教員が常駐し、正式の授業を開始。
- 1909年（明治42年） - 上宝第二尋常小学校平湯分教場となる。
- 1941年（昭和16年）4月1日 - 上宝第二国民学校平湯分教場となる。
- 1947年（昭和22年）4月1日 - 上宝村立上宝第二小学校平湯分校となる。上宝第二中学校平湯分校を併設。
- 1954年（昭和29年）4月 -
  - 上宝村立平湯小学校として独立する。
  - 　上宝村立上宝第二中学校平湯分校が上宝村立平湯中学校として独立。平湯小学校に併設する。
- 1968年（昭和43年）3月 -
  - 栃尾小学校に統合され、上宝村立栃尾小学校平湯分教室となる。
  - 併設されていた平湯中学校が栃尾中学校に統合され、廃校。
- 1969年（昭和44年）3月 - 栃尾小学校平湯分教室を廃止。